# Distoleon scolius
Distoleon scolius is een insect uit de familie van de mierenleeuwen (Myrmeleontidae), die tot de orde netvleugeligen (Neuroptera) behoort. 
Distoleon scolius is voor het eerst wetenschappelijk beschreven door Navás in 1914.